# 13 Tour
Il 13 Tour (reso graficamente #13 Tour) è il quattordicesimo tour dell'hard rock band dei Gotthard in supporto all'album 13 che è iniziato il 15 aprile 2022 a Vienna ed è terminato il 20 settembre 2024 a Schupfart.

## Il tour
Le date del tour europeo primaverile vengono rivelate nella seconda metà del 2019. Nei mesi successivi vengono aggiunti nuovi concerti in differenti paesi europei.
Il 12 marzo 2020 era previsto avesse luogo presso il Komplex Klub di Zurigo il release party dell'album. L'evento è stato annullato in seguito allo scoppio della pandemia di Covid-19 ed è stato sostituito da un mini concerto realizzato presso lo studio di registrazione della band, nei dintorni di Lugano. In seguito l'intera tournée viene rinviata all'inverno 2020/2021 una prima volta, poi vi è un secondo spostamento all'autunno/invero 2021 ed infine un ultimo posticipo alla primavera del 2022. Gli allentamenti delle restrizioni pandemiche nei Paesi europei durante i mesi di febbraio/marzo 2022 hanno permesso al tour di poter finalmente incominciare ad aprile 2022.
Il 2 dicembre 2023 ha avuto luogo un concerto speciale in occasione dei 60 anni del defunto cantante Steve Lee presso l'Hallenstadion di Zurigo. Prima dell'inizio dello show il gruppo ha ricevuto il disco d'oro per le vendite per la raccolta Steve Lee - The Eyes Of A Tiger: In Memory Of Our Unforgotten Friend.

## Artisti di apertura
- Magnum - (Germania)[1]
- Shakra - (Svizzera)[2]
- Megawatt - (Sursee)[11]
- Rebelstar - (Paesi Bassi)[12]
- Jades - (Francia)[13]
- Rougenoire - (Italia)[14]

## Concerti[15][16][17]
| Data              | Città                    | Stato         | Luogo                                      | Artisti d'apertura |          |          |
| Europa 1          | Europa 1                 | Europa 1      | Europa 1                                   | Europa 1           | Europa 1 | Europa 1 |
| ----------------- | ------------------------ | ------------- | ------------------------------------------ | ------------------ | -------- | -------- |
| 15 aprile 2022    | Vienna                   | Austria       | Simm City                                  | N.D.               |          |          |
| 16 aprile 2022    | Budapest                 | Ungheria      | A38                                        | N.D.               |          |          |
| 18 aprile 2022    | Francoforte sul Meno     | Germania      | Batschkapp                                 | Magnum             |          |          |
| 19 aprile 2022    | Fürth                    | Germania      | Stadthalle Fürth                           | Magnum             |          |          |
| 20 aprile 2022    | Hannover                 | Germania      | Capitol                                    | Magnum             |          |          |
| 22 aprile 2022    | Singen                   | Germania      | Stadthalle Singen                          | Magnum             |          |          |
| 23 aprile 2022    | Balingen                 | Germania      | Volksbankmesse                             | Magnum             |          |          |
| 24 aprile 2022    | Ratisbona                | Germania      | Airport-Eventhall Obertraubling            | Magnum             |          |          |
| 26 aprile 2022    | Monaco di Baviera        | Germania      | Tonhalle                                   | Magnum             |          |          |
| 27 aprile 2022    | Colonia                  | Germania      | Carlswerk Victoria                         | Magnum             |          |          |
| 28 aprile 2022    | Ulma                     | Germania      | Roxy - Kultur in Ulm                       | N.D.               |          |          |
| 30 aprile 2022    | Sursee                   | Svizzera      | Stadthalle Sursee                          | Shakra             |          |          |
| 2 maggio 2022     | Amburgo                  | Germania      | edel-optics.de Arena                       | Magnum             |          |          |
| 3 maggio 2022     | Berlino                  | Germania      | Tempodrom                                  | Magnum             |          |          |
| 6 maggio 2022     | Saarbrücken              | Germania      | Garage                                     | Magnum             |          |          |
| 8 maggio 2022     | Brema                    | Germania      | Pier 2                                     | Magnum             |          |          |
| 9 maggio 2022     | Zoetermeer               | Paesi Bassi   | Cultuurpodium Boerderij                    | Rebelstar          |          |          |
| 10 maggio 2022    | Savigny-le-Temple        | Francia       | L'Empreinte                                | Jades              |          |          |
| 19 maggio 2022    | Spiez                    | Svizzera      | Lötschbergsaal                             | Shakra             |          |          |
| 20 maggio 2022    | Einsiedeln               | Svizzera      | Kultur- & Kongresszentrum Zwei Raben       | Shakra             |          |          |
| 26 maggio 2022    | Milano                   | Italia        | Fabrique                                   | Rougenoire         |          |          |
| 27 maggio 2022    | Briga                    | Svizzera      | Simplonhalle                               | Shakra             |          |          |
| 28 maggio 2022    | Losanna                  | Svizzera      | Salle Métropole                            | N.D.               |          |          |
| Festival estivi   |                          |               |                                            |                    |          |          |
| 24 giugno 2022    | Interlaken               | Svizzera      | Internationales Trucker & Country Festival | N.D.               |          |          |
| 25 giugno 2022    | Langenthal               | Svizzera      | Westhalle Parkhotel                        | Shakra             |          |          |
| 30 giugno 2022    | Santa Coloma de Gramenet | Spagna        | Rock Fest Barcelona                        | N.D.               |          |          |
| 2 luglio 2022     | Mainburg                 | Germania      | Festival Holledau                          | N.D.               |          |          |
| 8 luglio 2022     | Wildhaus                 | Svizzera      | OpenAir Wildhaus                           | N.D.               |          |          |
| 9 luglio 2022     | Vizovice                 | Rep. Ceca     | Masters Of Rock Festival                   | N.D.               |          |          |
| 5 agosto 2022     | Villena                  | Spagna        | Leyendas Del Rock                          | N.D.               |          |          |
| 14 agosto 2022    | Courtrai                 | Belgio        | Alcatraz Festival                          | N.D.               |          |          |
| 26 agosto 2022    | Bistrita                 | Romania       | WTF Festival                               | N.D.               |          |          |
| 2 settembre 2022  | Havířov                  | Rep. Ceca     | Havířovské slavnosti                       | N.D.               |          |          |
| 9 settembre 2022  | Noirmont                 | Svizzera      | Chant du Gros                              | N.D.               |          |          |
| Europa 2          |                          |               |                                            |                    |          |          |
| 25 febbraio 2023  | Berna                    | Svizzera      | Moto Festival Bern                         | N.D.               |          |          |
| 23 aprile 2023    | Samnaun                  | Svizzera      | Samnaun Alp Trida                          | N.D.               |          |          |
| 12 maggio 2023    | Imst                     | Austria       | Eventhalle Glenthof                        | N.D.               |          |          |
| 7 luglio 2023     | Friedrichshafen          | Germania      | Kulturhaus Caserne Innenhof                | N.D.               |          |          |
| 8 luglio 2023     | Schaan                   | Liechtenstein | Liechtenstein Festival                     | N.D.               |          |          |
| 22 luglio 2023    | Tuttlingen               | Germania      | Honberg Tuttlingen                         | N.D.               |          |          |
| 26 luglio 2023    | Estavayer-le-Lac         | Svizzera      | Estivale Open Air                          | N.D.               |          |          |
| 4 agosto 2023     | Rejmyre                  | Svezia        | Skogsöjet Festival                         | N.D.               |          |          |
| 23 agosto 2023    | Glarona                  | Svizzera      | Sound of Glarus                            | N.D.               |          |          |
| 19 settembre 2023 | Lucerna                  | Svizzera      | Radio Pilatus Music Night                  | N.D.               |          |          |
| 20 settembre 2023 | Lucerna                  | Svizzera      | Radio Pilatus Music Night                  | N.D.               |          |          |
| 21 settembre 2023 | Lucerna                  | Svizzera      | Radio Pilatus Music Night                  | N.D.               |          |          |
| 22 settembre 2023 | Lucerna                  | Svizzera      | Radio Pilatus Music Night                  | N.D.               |          |          |
| 4 novembre 2023   | Léon                     | Spagna        | Lion Rock Fest                             | N.D.               |          |          |
| 2 dicembre 2023   | Zurigo                   | Svizzera      | Hallenstadion                              | N.D.               |          |          |
| 15 dicembre 2023  | Augusta                  | Germania      | Rock Out Festival                          | N.D.               |          |          |
| 16 dicembre 2023  | Karlsruhe                | Germania      | Knock Out Festival                         | N.D.               |          |          |
| 23 marzo 2024     | Grindelwald              | Svizzera      | SnowpenAir                                 | N.D.               |          |          |
| 14 aprile 2024    | Nendaz                   | Svizzera      | Nendaz Snow Vibes Festival                 | N.D.               |          |          |
| 14 giugno 2024    | Markneukirchen           | Germania      | Musikhalle                                 | N.D.               |          |          |
| 15 giugno 2024    | Monaco di Baviera        | Germania      | Sommerbühne Am Showpalast                  | N.D.               |          |          |
| 27 giugno 2024    | Dolný Hričov             | Slovacchia    | Topfest                                    | N.D.               |          |          |
| 4 luglio 2024     | Morat                    | Svizzera      | Stars of Sounds                            | N.D.               |          |          |
| 20 luglio 2024    | Balingen                 | Germania      | Marktplatz Open Air                        | N.D.               |          |          |
| 3 agosto 2024     | Traunreut                | Germania      | Bergflair Open Air                         | N.D.               |          |          |
| 15 agosto 2024    | Radolfzell am Bodensee   | Germania      | Milchwerk Radolfzell                       | N.D.               |          |          |
| 22 agosto 2024    | Norimberga               | Germania      | Serenadenhof                               | N.D.               |          |          |
| 23 agosto 2024    | Dornbirn                 | Austria       | Dornbirn Conrad Sohm                       | N.D.               |          |          |
| 24 agosto 2024    | Spreitenbach             | Svizzera      | Mir sind Spreitenbach 900 Jahre            | N.D.               |          |          |
| 20 settembre 2024 | Schupfart                | Svizzera      | Schupfart Festival                         | N.D.               |          |          |

### Concerti annullati
| Data           | Città   | Paese    | Luogo o evento             | Motivo |
| -------------- | ------- | -------- | -------------------------- | --- |
| 12 marzo 2020  | Zurigo  | Svizzera | Komplex Klub               | Cancellato a causa della pandemia di Covid-19                                                                |
| 2022           | Bienne  | Svizzera | Kongresshaus               | Cancellato a causa del rinvio delle date per la pandemia di Covid-19                                         |
| 21 maggio 2022 | Faido   | Svizzera | Under the stars Faido 2022 | Rinviato in un primo momento a data da destinarsi ed in seguito cancellato a causa di problemi di calendario |
| 29 luglio 2022 | Rejmyre | Svezia   | Skogsröjet Festival 2022   | Cancellato per malattia                                                                                      |

## Scaletta concerti[20]
1. Every Time I Die
2. 10000 Faces
3. Hush
4. Missteria
5. Stay with Me
6. Top of the World
7. Gone too Far
8. Feel What I Feel
9. The Call
10. SOS
11. What You Get
12. Master of Illusion
13. Let it Rain
14. One Life, One Soul
15. Sweet Little Rock 'n' Roller
16. Mountain Mama
17. Remember It's Me
18. Starlight
19. Bad News
20. Drum solo
21. Lift U Up

Encore 1:
1. Heaven
2. Anytime Anywhere

Encore 2:
1. Quinn the Eskimo (Mighty Quinn)

## Formazione
- Nic Maeder – voce
- Leo Leoni – chitarre
- Freddy Scherer – chitarre
- Marc Lynn – basso
- Flavio Mezzodi – batteria

### Altri musicisti
- Ernesto Ghezzi – tastiere